# 伊達峯宗
伊達 峯宗（だて みねむね、生没年不詳）は、久保田藩士で同藩の家老。国分氏の後身の秋田伊達氏6代目当主。父は伊達処宗（備前）。通称は外記、備前。妻は久保田藩重臣の古内左惣怡の娘。子息は伊達敦宗、伊達敦重の2男。
代々の秋田伊達氏当主と同様、藩主佐竹義峯より偏諱を拝領する。藩主佐竹義敦の命により家老となる。